# Фока мехурача
Фока мехурача или мехураста фока (Cystophora cristata) је врста перајара из породице правих фока (Phocidae).

## Распрострањење
Ареал фоке мехураче обухвата већи број држава на подручју северног Атлантика.
Врста има станиште у Канади, Гренланду, Сједињеним Америчким Државама, Норвешкој и Исланду. Повремено је присутна у Португалу, Русији, Аргентини, Немачкој, Шпанији, Данској, Уједињеном Краљевству, Ирској, Француској, Порторику, Бермудским острвима и Бахамским острвима.

## Станиште
Станиште врсте су арктичка подручја. Врста је присутна на подручју острва Гренланд. 

## Угроженост
Ова врста се сматра рањивом у погледу угрожености врсте од изумирања.